# Clypeomorus batillariaeformis
Clypeomorus batillariaeformis is een slakkensoort uit de familie van de Cerithiidae. De wetenschappelijke naam van de soort is voor het eerst geldig gepubliceerd in 1966 door Habe & Kosuge.